# Harold Brodkey
Œuvres principales
- L'Âme en fuite
- Histoires sur un mode presque classique

Harold Brodkey, né le 25 octobre 1930 à Staunton dans l'Illinois et mort le 26 janvier 1996 à New York, est un écrivain américain.

## Œuvres traduites en français

### Romans
- L'Âme en fuite, Grasset, 1994 ((en) The Runaway Soul, Farrar, Straus and Giroux, 1991), trad. Michel Lederer, 800 p.  (ISBN 978-2246435914)
- Amitié profane, Grasset, 1995 ((en) Profane Friendship, Jonathan Cape, 1994), trad. Michel Lederer, 396 p.  (ISBN 978-2246479512)

### Recueils de nouvelles
- Premier amour et autres chagrins, Grasset, 1988 ((en) First Love and Other Sorrows, Dial Press, 1958), trad. Michel Lederer, 250 p.  (ISBN 978-2246387817)
- Histoires sur un mode presque classique, Grasset, 1990/1992 ((en) Stories in an Almost Classical Mode, Alfred A. Knopf, 1988), trad. Michel Lederer, 336 et 468 p.Publié en français en 2 tomes

### Mémoires
- Histoire de ma mort. Ces ténèbres sauvages, Grasset, 1998 ((en) First Love and Other Sorrows, Henry Holt & Company, 1996), trad. Michel Lederer, 250 p.  (ISBN 978-2246548317)